# 나쁜 여자들
《나쁜 여자들》은 SBS에서 2002년 5월 8일부터 2002년 6월 27일까지 매주 수, 목 밤 9시 55분에 방영되었던 드라마인데 당초 여인천하 후속 월화드라마로 기획됐으나 50부작으로 기획된 여인천하가 150부까지 연장되자 16부작 수목 미니시리즈로 변경됐다.
게다가, '나쁜'이란 단어가 들어갔던 탓인지 기대 이하의 성적에 그쳤는데 당초 <여자는 무죄>였으나 70년대 트로트 가요 제목 같다고 판단하여 서둘러 변경했다.

## 등장 인물
- 박솔미 : 박재경 역
- 성유리 : 한열매 역
- 김혜리 : 이연희 역
- 박광현 : 김신호 역
- 이정진 : 이인구 역
- 김병세 : 전택수 역
- 이종수 : 나봉출 역
- 예지원 : 오정화 역
- 선우재덕 : 변장수 역
- 천정명 : 재경 동생 역
- 염현희
- 장대지
- 박인환
- 이순재
- 서혜린
- 최강희
- 최정윤

## 수상
- 2002년 SBS 연기대상 뉴스타상 성유리
- 2002년 SBS 연기대상 뉴스타상 박솔미

## 참고 사항
- 자사 월화드라마 도둑의 딸은 <나쁜 여자들>이 그랬던 것(나쁜)처럼 좋지 않은 단어(도둑)가 들어간 것도 있었지만 내용상의 문제[3] 때문에 저조한 시청률을 면치 못한 채 조기종영(50 -> 34회)되었는데 <나쁜 여자들>의 담당 PD 최문석씨와 함께 도시남녀에서 호흡을 맞춘[4] 김남주는 도둑의 딸 후속작이었던 미니시리즈 천사의 분노 캐스팅 물망[5]에 한때 거론되었으며 김혜리(이연희 역), 선우재덕(변장수 역)은 도둑의 딸 담당 연출자 성준기 PD의 첫 연속극 연출작인 KBS 2TV 밥을 태우는 여자 주인공[6]이었다.
- 예지원(오정화 역)은 해당 드라마에 캐스팅되면서 SBS 예능 프로그램 토요일이 온다 '고향에 가자' 진행을[7] 그만뒀으며 당시 예지원 자리에는 개그우먼 안선영이 후임으로 들어왔다.
- 해당 드라마가 끝난 뒤 시작한 예능 프로그램인 SBS 기분전환 수요일의 공동 MC였던[8] 개그우먼 송은이는 <나쁜 여자들> 때문에 그만둔 예지원(오정화 역)의 후임으로 2002년 4월 6일부터 SBS 토요일이 온다 '고향에 가자' 새 MC로 합류한 개그우먼 안선영과 함께 기분전환 수요일의 전작인 장미의 이름에서 2002년 3월 20일부터 최종회(3월 27일)까지 공동 진행자로 활동한 바 있었다.
- 김혜리가 여주인공으로 나온 KBS 1TV 태조 왕건은 김혜수가 한때 여주인공 물망에 올랐으며[9] 김혜수가 MC를 맡았던 김혜수 플러스 유가 2000년 8월 100회로 막을 내린 뒤[10] SBS의 수요일 심야 시간대 진행 형식 프로그램은 대부분 혹평을 받았거나 1년을 넘기지 못한 채 조기종영되었고 러브 투나잇을 끝으로 SBS의 수요일 심야 시간대 진행 형식 프로그램은 한동안 명맥이 끊겼다.